# زوترمیر
شهر زوترمیر (به هلندی: Zoetermeer) در هلند جنوبی در کشور هلند واقع شده‌است. جمعیت این شهر ۱۱۹٫۵۸۴ نفر  است.